# Affare Wittorf
L'affare Wittorf è stato un caso di appropriazione indebita avvenuto nella Repubblica di Weimar nel 1928. John Wittorf, un funzionario del Partito Comunista di Germania (KPD), era un amico stretto e protégé del segretario del partito Ernst Thälmann. Thälmann cercò di insabbiare la vicenda e fu cacciato dal comitato centrale. Il leader dell'Unione Sovietica Iosif Stalin intervenne e Thälmann fu reintegrato, segnando l'inizio di una purga e il completamento della stalinizzazione del KPD.

## Il caso
Durante le elezioni federali tedesche del 1928, John Wittorf (1894-1981), membro del comitato centrale del KPD, si appropriò indebitamente di una somma compresa tra i 1 500 e i 3 000 Reichsmarks dai fondi della campagna elettorale del KPD. Il segretario del KPD Ernst Thälmann, amico e promotore di Wittorf, ne venne a conoscenza ma nascose i fatti per opportunismo. Il 26 settembre 1928, dopo che le voci riguardo l'avvenuto raggiunsero la stampa, il comitato centrale espulse Wittorf e altri tre funzionari di Amburgo dal KPD. Thälmann fu sollevato dai suoi incarichi di partito ed accusato di aver coperto le azioni di Wittorf.
Stalin, tuttavia, stava cercando di rafforzare la posizione di Thälmann, considerato un alleato e fedele sostenitore delle posizioni in seguito adottate dal VI Congresso dell'Internazionale Comunista. Stalin pensò di poter contare su Thälmann per purgare il KPD di entrambe le sue correnti di destra e di sinistra moderata e chiese consiglio a Vjačeslav Molotov sull'estromissione di Thälmann. In un telegramma a Molotov del 1º ottobre 1928, Stalin riconobbe che Thälmann aveva commesso un grosso errore nell'insabbiare la vicenda, ma il leader sovietico difese le sue motivazioni definendole "non egoiste", e affermò inoltre che Thälmann stava cercando di evitare uno scandalo nel partito, in contrasto con le motivazioni di Arthur Ewert e Gerhart Eisler, membri della fazione conciliatrice all'interno del comitato centrale del KPD. Stalin pensò che avessero posto i propri interessi al di sopra di quelli del partito e del Comintern, considerando le loro azioni come "assolutamente prive di attenuanti".
Stalin passò quindi all'azione. Il 6 ottobre 1928, il comitato esecutivo del Comintern approvò una risoluzione dove veniva espressa la "completa fiducia politica" in Thälmann, annullando la decisione presa il 26 settembre dal KPD e chiedendo ai leader di "liquidare tutte le fazioni all'interno del partito". Nonostante la riluttanza da parte di molti importanti funzionari del partito, il comitato centrale del KPD riabilitò Thälmann come segretario del partito il 20 ottobre 1928. Questo evento segnò l'inizio della purga del KPD della sua fazione di destra e dei moderati Versöhnler (i conciliatori).
L'affare Wittorf rappresentò l'ultima fase della stalinizzazione del KPD, con Thälmann succube di Stalin e senza dialettica all'interno del KPD. La vicenda garantì l'impegno di Thälmann e del partito sulla linea generale che mirava a diffamare i socialdemocratici come socialfascisti, contribuendo al declino del KPD. Stalin usò la vicenda per trasformare il Comintern in un suo strumento e neutralizzare i reali e presunti oppositori politici.

## Riscoperta dopo il crollo dell'Unione Sovietica
Nella Repubblica Democratica Tedesca, formata dopo la seconda guerra mondiale nella zona di occupazione sovietica, Thälmann fu considerato come un padre fondatore, nonostante il fatto che non fosse sopravvissuto alla prigionia nel campo di concentramento di Buchenwald. L'affare Wittorf veniva distorto o semplicemente non discusso. Dopo la dissoluzione dell'Unione Sovietica, gli archivi del Comintern e del comitato centrale del PCUS sono diventati accessibili agli storici occidentali, rivelando molte notizie sull'affare Wittorf e il modo in cui Stalin aveva manipolato il Comintern e il KPD.